# Pasicina, Nadvirna
Pasicina (în ucraineană Пасічна) este localitatea de reședință a comunei Pasicina din raionul Nadvirna, regiunea Ivano-Frankivsk, Ucraina.

## Demografie
Componența lingvistică a localității Pasicina
     Ucraineană (99,87%)
     Alte limbi (0,13%)
Conform recensământului din 2001, majoritatea populației localității Pasicina era vorbitoare de ucraineană (99,87%), existând în minoritate și vorbitori de alte limbi.